# Tammat
Tammat az ókori Szamal harmadik uralkodójának, Hajja királynak felesége. Valószínűleg Saul és Kilamuva az ő fiai voltak, bár a Kilamuva-sztélé alapján csak Kilamuva a biztos.
Tammat valószínűleg jelentős szerepet játszott a királyság életében, mert a Kilamuva-sztélén a szokásos bevezető („én Kilamuva vagyok, Hajja fia”) után nagyon szokatlan módon megismétlődik a mondat, de már így: „én, Kilamuva, Tammat fia...”. Mindez olyan kontextusban, hogy a Tammat fia hivatkozás Hajja eredménytelen uralkodásának említését követi. A szerkezet ilyen módon alakul: Hajja fia vagyok, de Hajja nem ért el semmit. Tammat fia vagyok, aki olyat tett, amit még nem tettek az előző királyok. Ez a formula világosan utal az anyakirályné fontosságára.
Tammat életéről ezen felül semmit sem tudunk.